# 镇康栒子
镇康栒子（学名：Cotoneaster chengkangensis）是蔷薇科栒子属的植物，为中国的特有植物。分布在中国大陆的云南等地，生长于海拔2,300米至3,400米的地区，多生长在沟边或多石砾地，目前尚未由人工引种栽培。